# Nivå
Nivå – miasto w Danii, w regionie Stołecznym, w gminie Fredensborg.
W mieście jest stacja kolejowa Nivå.